# Maman Brigitte
Maman Brigitte (en català: Mamà Brigitte) de vegades també escrit com Manman Brigitte i també coneguda per Gran Brigitte, Grann Brigitte, Manman, Manman Brigit i Maman Brijit és una loa (o lwa) de la mort i la consort del baró Samedi en el vodú haitià. Beu rom amb infusió de pebre picant i se la simbolitza amb un gall negre. Com Samedi i la resta de loas Guede, és malparlada També és la mare adoptiva de Guede Nibo.
A causa de la persecució religiosa dels esclaus a Haití i a les Amèriques, Manman Brigitte va ser sincretitzada i representada per diversos sants, normalment els representats amb el foc o les serps, entre ells Brígida d'Irlanda i Maria Magdalena.